# Youkali
Youkali ist der Titel eines Musikstücks von Kurt Weill, das er 1934 für seine im französischen Exil entstandene Oper Marie Galante nach einem Roman von Jacques Deval komponierte. Der französische Schauspieler, Musiker und Autor Roger Fernay verfasste 1935 einen Chanson-Text für das vom Komponisten als Tango-Habanera bezeichnete ursprüngliche Instrumentalstück.

## Historischer Hintergrund
Als verfemter Künstler war Kurt Weill 1933 vor dem nationalsozialistischen Terror in seiner Heimat Deutschland nach Frankreich geflohen. Im Exil in Paris befand er sich in wirtschaftlich schwierigen Verhältnissen. Seine Oper Marie Galante wurde ein Misserfolg und verschwand aus den Repertoires. Youkali jedoch wurde bei Sängerinnen ein noch heute beliebtes Chanson im Stile eines langsamen Tangos oder einer Habanera, das heute zu den sogenannten Jazzstandards gezählt und häufig aufgeführt wird. Ein weiteres Stück aus der Oper, das sich hielt, war Le train du ciel. Für die Sängerin Lys Gauty war Youkali im Zweiten Weltkrieg die heimliche Hymne der Résistance.

## Musikalische Struktur und Text
Youkali ist in einem 2/4-Takt geschrieben, für den Weill das Tempo Mouvement de tango habanera angibt. Die Grundtonart ist d-Moll und das Stück weist 84 Takte auf, die teilweise wiederholt werden. Die Dauer beträgt je nach Interpretation zwischen sechs und sieben Minuten. Die musikalische Lautstärke bewegt sich zwischen {\displaystyle m\!f} (mezzoforte) und {\displaystyle p} (piano). Dem Charakter der Musik entsprechend vermeidet Weill laute Töne.
Die melancholische Stimmung der Musik wird durch den Text verstärkt, der in zwei Strophen und Refrains von der Sehnsucht der Hauptfigur der Oper, der Prostituierten Marie Galante, nach Ehrlichkeit, Frieden und erwiderter Liebe erzählt. Das Wort Youkali steht für ein imaginäres Land der Wünsche und der Hoffnung.

## Bekannte Interpretationen (Beispiele) und Übersetzung
Eine bekannte Interpretation mit Klavierbegleitung lieferte Ute Lemper 1991 auf ihrer CD Ute Lemper performs Kurt Weill. Die Sopranistin Teresa Stratas sang Youkali 1997 auf der CD Septembersongs. Weitere Interpretationen brachten die griechische Sopranistin Loukia Spanaki, sowie in einer jazzmäßigen Version mit Kontrabassbegleitung die französische Chanteuse Sarah Holtrop. Darüber hinaus existiert Youkali in zahlreichen Instrumentierungen und Arrangements.
Nachdem es lange keine deutsche Version des Liedes gegeben hatte, übersetzte der Gelsenkirchener Musiker und Liedtexter Leo Kowald im November 2012 das Lied ins Deutsche (Liedanfang Es trieb im weiten Runde). Dieser deutsche Text wurde auch im Comic Also schwieg Zarathustra abgedruckt, der von Ulrich Pröfrock vorgenommenen deutschen Übersetzung des französischen Originals Ainsi se tut Zarathoustra vom elsässischen Comic-Autor Nicolas Wild (* 1977). Kowalds deutsche Liedversion wurde unter anderem von Jasmin Tabatabai gesungen und erschien 2016 auf ihrer CD Was sagt man zu den Menschen, wenn man traurig ist.